# Nazionale femminile di cricket dell'Italia
La nazionale di cricket femminile dell'Italia rappresenta l'Italia nelle varie competizioni ufficiali o amichevoli riservate a squadre nazionali. 
La nazionale italiana è al 23° posto nel ranking T20 e al 5º posto in Europa.

## Storia
La Associazione Cricket Italiana nasce il 26 novembre 1980 a Roma.
La nazionale ha fatto il suo debutto nel 2013, ospitando un torneo a cinque squadre a Bologna che ha visto la partecipazione di Belgio, Danimarca, Estonia e Gibilterra.
L'Italia ha fatto il suo debutto nel Twenty20 International contro l'Austria nell'agosto 2021, ospitando una serie di cinque partite.
Nel 2023, è stato annunciato che l'Italia avrebbe partecipato per la prima volta al processo di qualificazione per la Coppa del Mondo T20 femminile ICC.

## Albo d'oro

#### T10 ECN
| Anno   | Round         | Pos.   | GP | W | L  | T | NR |
| ------ | ------------- | ------ | -- | - | -- | - | -- |
| 2023   | Terzo posto   | 3/5    | 10 | 6 | 4  | 0 | 0  |
| 2024   | Fase a gironi | 5/5    | 8  | 1 | 7  | 0 | 0  |
| Totale | Totale        | Totale | 18 | 7 | 11 | 0 | 0  |

## Statistiche e record

### Twenty20 International
Aggiornato al 20 agosto 2025
| Nazionale              | M  | W  | L  | T | NR | Prima partita     | Prima vittoria    |
| ---------------------- | -- | -- | -- | - | -- | ----------------- | ----------------- |
| vs Associate Members   |    |    |    |   |    |                   |                   |
| Austria                | 10 | 7  | 3  | 0 | 0  | 9 agosto 2021     | 9 agosto 2021     |
| Francia                | 3  | 3  | 0  | 0 | 0  | 29 maggio 2023    | 29 maggio 2023    |
| Germania               | 6  | 6  | 0  | 0 | 0  | 1 giugno 2023     | 1 giugno 2023     |
| Isola di Man           | 2  | 2  | 0  | 0 | 0  | 13 novembre 2022  | 13 novembre 2022  |
| Jersey                 | 4  | 3  | 1  | 0 | 0  | 29 maggio 2023    | 26 luglio 2024    |
| Malta                  | 2  | 2  | 0  | 0 | 0  | 26 settembre 2024 | 26 settembre 2024 |
| Norvegia               | 1  | 1  | 0  | 0 | 0  | 11 novembre 2022  | 11 novembre 2022  |
| Paesi Bassi            | 7  | 0  | 5  | 0 | 2  | 8 settembre 2023  |                   |
| Spagna                 | 2  | 2  | 0  | 0 | 0  | 14 novembre 2022  | 14 novembre 2022  |
| Scozia                 | 2  | 0  | 2  | 0 | 0  | 6 settembre 2023  |                   |
| Svezia                 | 6  | 6  | 0  | 0 | 0  | 12 novembre 2022  | 12 novembre 2022  |
| Turchia                | 1  | 1  | 0  | 0 | 0  | 2 giugno 2023     | 2 giugno 2023     |
| Twenty20 International | 46 | 34 | 10 | 0 | 2  | 9 agosto 2021     | 9 agosto 2021     |

#### Statistiche individuali
Aggiornato al 20 agosto 2025
Numero di runs
| Giocatore             | Runs | Average | Career span |
| --------------------- | ---- | ------- | ----------- |
| Sharon Withanage      | 575  | 26.13   | 2021-2023   |
| Chathurika Mahamalage | 547  | 22.79   | 2022-2025   |
| Methnara Rathnayake   | 541  | 20.80   | 2022-2025   |
| Emilia Bartram        | 451  | 22.55   | 2022–2025   |
| Kumudu Peddrick       | 427  | 18.56   | 2021-2025   |

Numero di wickets
| Giocatore             | Wickets | Average | Career span |
| --------------------- | ------- | ------- | ----------- |
| Chathurika Mahamalage | 37      | 20.05   | 2022-2025   |
| Kumudu Peddrick       | 32      | 15.12   | 2021-2025   |
| Dilaisha Nanayakkara  | 25      | 23.56   | 2021-2025   |
| Ilenia Sims           | 21      | 14.52   | 2022-2025   |
| Emilia Bartram        | 20      | 25.50   | 2021-2023   |